# 12 mai 1986
Le lundi 12 mai 1986 est le 132e jour de l'année 1986.

## Naissances
- Masaaki Higashiguchi, footballeur international japonais
- Niklas Olausson, joueur professionnel de hockey sur glace suédois
- Jonathan Orozco, footballeur international mexicain
- Saer Sene, joueur sénégalais de basket-ball
- Emily VanCamp, actrice canadienne
- Roman Startchenko, joueur professionnel de hockey sur glace kazakh
- Christinna Pedersen, joueuse de badminton danoise
- Simone Souza, joueuse brésilienne de volley-ball
- Im Dong-hyun, archer sud-coréen
- Josh Duncan, joueur américain de basket-ball
- Selena Vasilache, chanteuse, présentatrice de télévision et actrice roumaine
- Sebastián Simonet, joueur de handball argentin
- Damien Van Den Eshof, joueur français de volley-ball
- Jamie Ward, footballeur nord-irlandais
- Evgeny Vaytsekhovsky, grimpeur russe
- Ondřej Vaculík, sauteur à ski tchèque
- Roman Volochenko, joueur professionnel de hockey sur glace russe

## Décès
- Alicia Moreau de Justo (née le 11 octobre 1885), médecin et femme politique argentine
- Elisabeth Bergner (née le 22 août 1897), actrice de théâtre et de cinéma autrichienne
- Coleman Jett Goin (né le 25 février 1911), herpétologiste américain
- Ramon Muller (né le 16 avril 1935), footballeur argentin

## Autres événements
- Sortie américaine du film Top Gun
- Sortie de l'album Runaway
- Début du Tour d'Italie 1986
- Constitution des villages de Sainte-Marie–Saint-Raphaël et de Maisonnette au Canada